# Petraeovitex bambusetorum

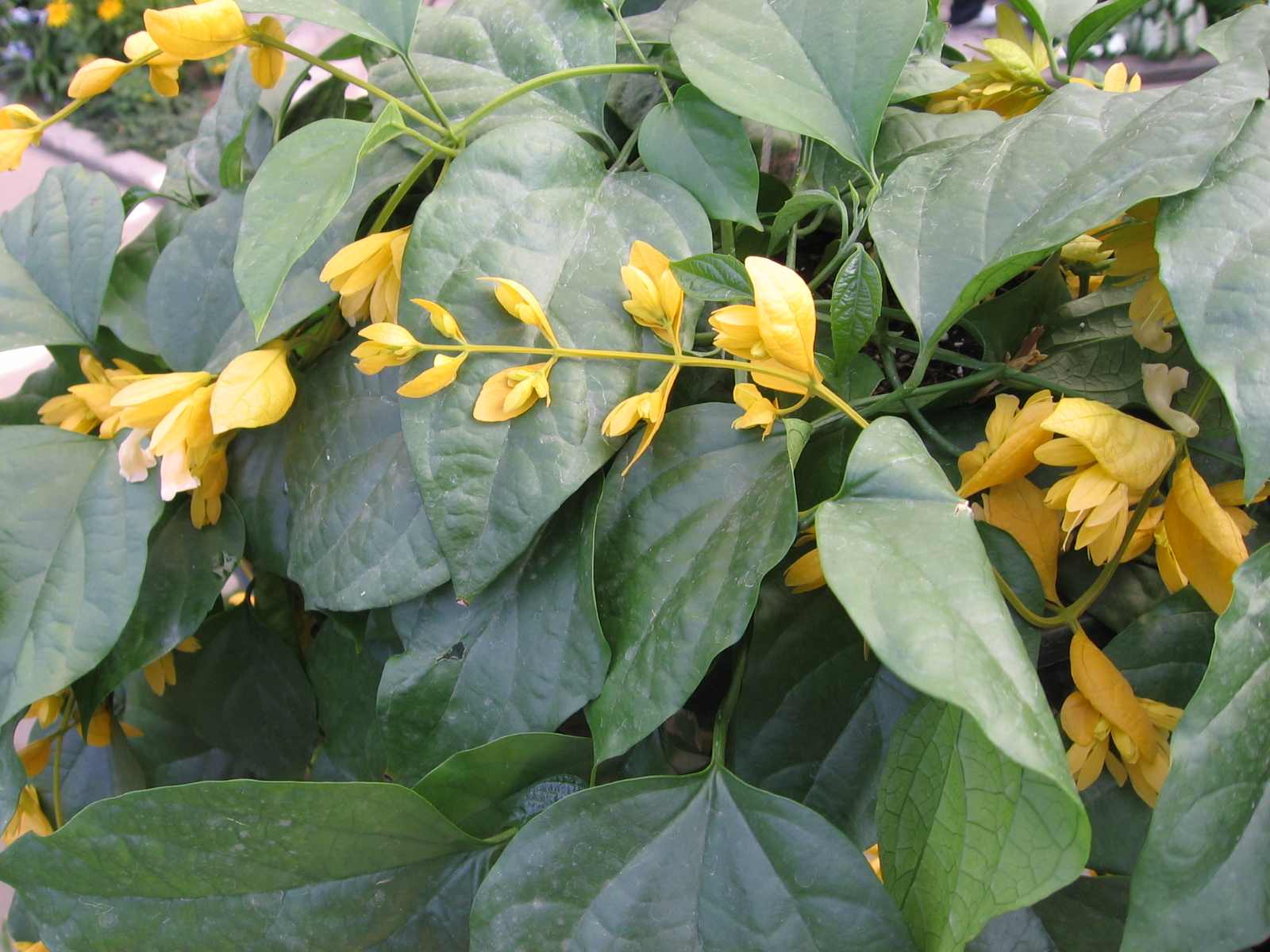
Blütenstand

Petraeovitex bambusetorum ist eine Pflanzenart in der Familie der Lippenblütler aus Borneo und Malaiia.

## Beschreibung
Petraeovitex bambusetorum wächst als verholzende Kletterpflanze, Liane, einige Meter hoch und weit. Die schlanken Sprossachsen sind kahl.
Die gefiederten und gestielten Laubblätter sind gegenständig. Sie sind selten ein- bis meist dreizählig und die kurz gestielten, kahlen Blättchen sind eiförmig, ganzrandig, leicht ledrig und spitz bis zugespitzt.
Es werden lange, end- oder achselständige, hängende und rispige, thyrsige, lockere Blütenstände mit kantiger Rhachis gebildet. Die relativ kleinen Blüten stehen in kleinen zymösen Gruppen meist an einem großen, gelben Tragblatt oder an keinem. Die fünfzähligen, cremefarben, gelben und kurz gestielten Blüten sind zwittrig mit doppelter Blütenhülle. Sie sind jeweils meist von kleinen, borstenförmigen Deckblättern begleitet oder von keinen. Der kurze, becherförmige Kelch ist außen fein behaart mit kurzen, sich gelb vergrößernden Zipfeln. Die trichterförmige Krone ist leicht zweilippig mit kurzer Röhre. Es sind vier knapp eingeschlossene Staubblätter in zwei leicht ungleich langen Paaren vorhanden. Der Fruchtknoten ist oberständig mit kurzem, schlankem Griffel. Die Narbe ist ungleich zweilappig.
Es werden kleine, ein- bis zweisamige, keilförmige und fein behaarte Kapselfrüchte mit den langen, flügelig vergrößerten, bräunlichen oder grünen Kelchblättern gebildet.